# 蓝枪鱼
蓝枪鱼（学名：Makaira mazara）为輻鰭魚綱旗魚目旗鱼科枪鱼属的鱼类，俗名黑皮旗鱼、黑枪鱼。分布于印度太平洋的熱帶至溫帶海域，棲息深度可達200公尺，本魚身體藍黑色背面與腹面銀白色，有大約25灰白又深藍色的斑紋，每個被包含的圓點或狹窄的橫帶，後頸顯著升高，沒有鰓耙，身體濃密地覆蓋著細長又厚的骨鱗，背鰭軟條40-45枚;臀鰭軟條18-24枚;脊椎骨24個，體長可達500公分。该物种的模式产地在日本Misaki。為大洋性洄游性魚類，屬肉食性，以魚類、甲殼類、頭足類等為食，可做為食用魚及遊釣魚。